# Museu Oriental da Universidade de Chicago

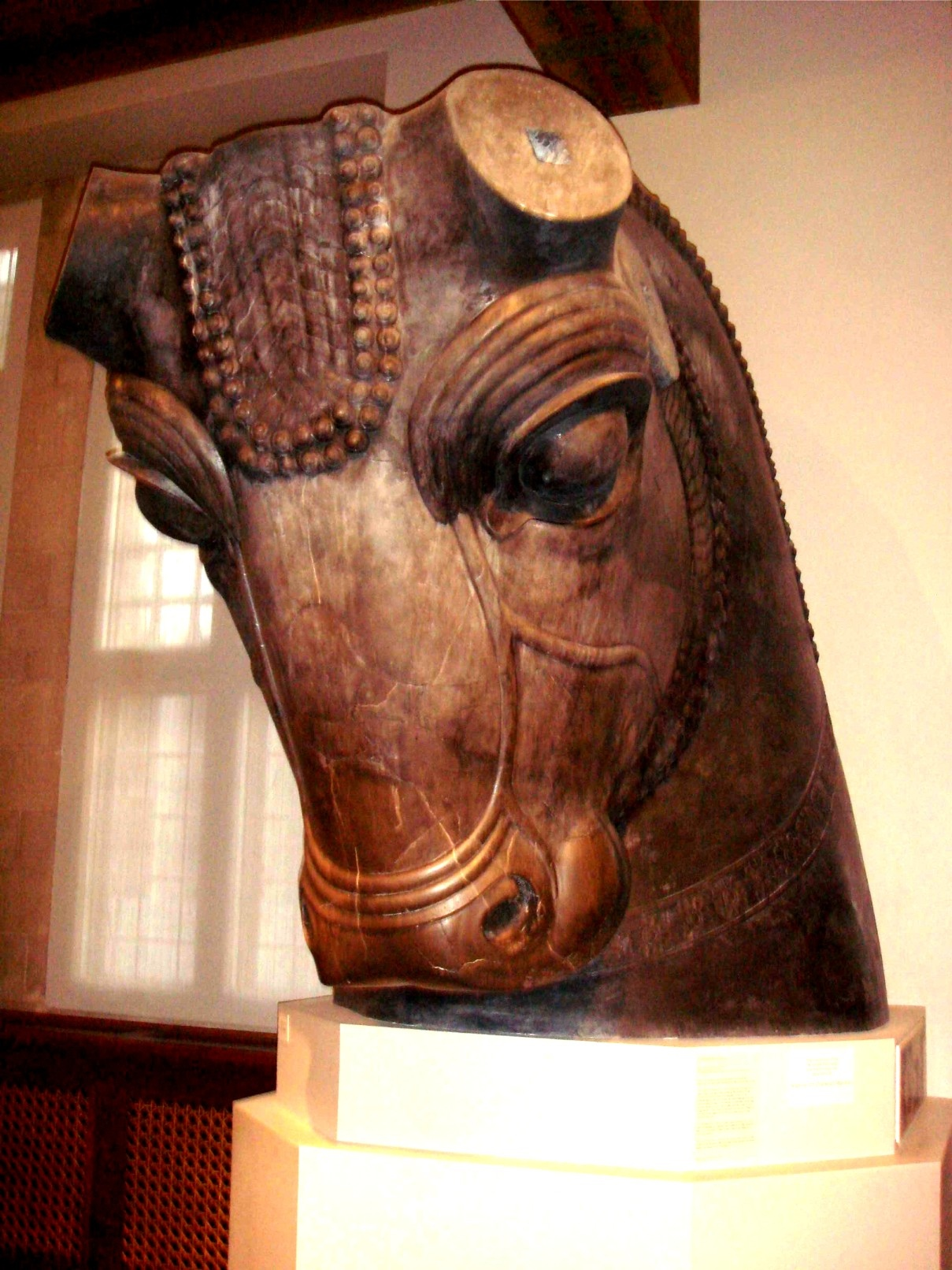
Cabeça de um touro que no passado guardava a entrada para a sala das cem colunas em Persépolis

O instituto Oriental (OI) foi instituído em 1919, e é o centro de pesquisa interdisciplinar da Universidade de Chicago para estudos orientais e um museu arqueológico. Sua fundação foi realizada pelo professor James Henry Breasted com doações de John D. Rockefeller Jr. A instituição realiza pesquisas sobre antigas civilizações do Oriente, incluindo em sua instalação em Luxor, Egito. O acervo do instituto exibe uma extensa coleção de artefatos relacionados a civilizações em seu prédio dentro do campus no Hyde Park, na comunidade de Chicago.

## História
James Henry Breasted construiu a coleção do Museu Oriental Haskell enquanto conciliava o seu trabalho de campo e seus deveres como professor. Ele sonhava, mesmo com a conturbada correria, em estabelecer um instituto de pesquisa, “um laboratório para o estudo da ascensão e desenvolvimento da civilização”, que iria traçar o caminho da civilização ocidental, que teria suas raízes no antigo Oriente Médio . Com o fim da Primeira Guerra Mundial, James percebeu a oportunidade de usar de sua influência no novo clima político. Ele escreveu para John D. Rockefeller Jr. e propôs a fundação do que seria o Museu Oriental. Era fundamental para a implementação do seu plano uma viagem de pesquisa pelo Oriente Médio, que Breasted, de maneira otimista (ou ingênua), pressupôs que estariam prontos para receberem estudantes. James recebeu uma resposta de Rockefeller: ele se comprometeria com $50,000 ao longo de 5 anos para o Museu Oriental. Rockefeller ainda garantiu ao Presidente da Universidade de Chicago, Harry Pratt Judson, que ele doaria mais $50,000 para a causa. A Universidade contribuiu com outras providências e, em Maio de 1919, foi fundado o Instituto Oriental. O Instituto é sediado em um prédio singular de arte Gótica/Deco na esquina da Rua 58 e Avenida da Universidade, que foi desenvolvida pela firma de arquitetura Mayers Murray & Phillip. A construção foi finalizada em 1930, e o prédio foi dedicado em 1931.
Nos anos 90, Tony Wilkinson fundou o “Centro de Paisagens do Antigo Oriente Médio”, situado no próprio instituto. Seu papel é o de investigar o Oriente Médio através de arqueologia de paisagens e análise de dados espaciais.

## Coleção e Pesquisa
O Museu do Instituto Oriental abriga artefatos de escavações no Egito, Israel, Síria, Turquia, Iraque e Irã. Entre os itens mais famosos estão os Marfins de Megido, diversos tesouros de Persépolis, a antiga capital persa, uma coleção de bronzes do Lorestão (início da Idade do Ferro), uma cabeça humana de um touro alado (Lamassu) de 40 toneladas de Corsabade, a capital de Sargão II, e finalmente uma estátua colossal do rei Tutancâmon. A entrada é gratuita, mas os visitantes são convidados a doar 10 dólares por adulto e 5 dólares por criança.
O instituto Oriental é um centro de pesquisa ativa sobre o Antigo Oriente. Os prédios do setor acima contêm salas de aula e escritórios da faculdade, uma loja de lembranças, o SUG, que também vende livros para os cursos da Faculdade nos estudos do Oriente Próximo. Além de realizarem diversas pesquisas no Crescente Fértil, estudantes do OI fizeram muitas contribuições para o entendimento das origens das civilizações humanas. O termo “Crescente Fértil” foi cunhado por J.H.Breasted, o fundador do instituto, que popularizou a conexão da ascensão da civilização do Oriente Próximo com o desenvolvimento da cultura europeia.
Em 2011, entre outros projetos completados pelos estudantes do Instituto Oriental, foi publicado um trabalho de referência básica cultural de 21 volumes de nome Chicago Assyrian Dictionary. O trabalho começou em 1921 pelo J. H. Breasted e foi continuado por Edward Chiera e Ignace Gelb, com o primeiro volume sendo publicado em 1956. A doutora Erica Reiner foi a editora-chefe que dirigiu os times de pesquisa por 44 anos. Ela foi sucedida pela doutora Martha T. Roth, reitora de humanidades na Universidade de Chicago. Dicionários similares estão sendo desenvolvidos, incluindo o Chicago Hittite Dictionary e um para Demotic.

## Casa de Chicago
O Instituto supervisiona o trabalho da Chicago House em Luxor, Egito. A instalação egípcia, fundada em 1924, realiza a pesquisa epigráfica, que documenta e pesquisa os sítios históricos de Luxor. Ela também gerencia a conservação de outros sítios

## Controvérsia
Uma coleção comparável com os tesouros do Instituto não poderia ser reunida hoje em dia, pois os governos do Oriente Médio não permitem mais aos arqueólogos estrangeiros que levem para casa nem metade do que acham. Esse era o típico acordo entre os séculos XIX e XX, quando a maioria das explorações eram escavadas, até à década de 1930, quando essas leis foram estabelecidas.
Em 2006, o Instituto Oriental foi o centro de uma controvérsia quando a corte federal dos Estados Unidos decidiu aproveitar e leiloar a valiosa coleção de antigos artefatos persas. Os procedimentos eram para compensar as vítimas do bombardeiro de 1997 na Rua Ben Yehuda, em Jerusalém, um ataque que os Estados Unidos dizem ter sido feito pelo Irã. As Achaemenid (ou Persépolis) barras de argila foram emprestadas para a Universidade de Chicago em 1937. Elas foram descobertas por arqueólogos em 1933 e são propriedade legal do Museu Nacional do Irã e pela Organização da Herança Cultural Iraniana. Os artefatos foram emprestados baseado no entendimento de que eles retornariam ao Irã. As barras de Persépolis, a capital do Império Aquemênida, são datadas de 500 antes de Cristo.
As barras dão uma visão da vida cotidiana, detalhando elementos como as rotações diárias de cevada dadas aos trabalhadores em regiões próximas ao império. As placas eram enviadas à capital para prover um histórico de como eles pagavam os trabalhadores. Gil Stein, diretor do Instituto Oriental, disse que os detalhes eram amplamente sobre preocupações com a comida para as pessoas em missões diplomáticas ou militares. Cada barra é do tamanho de metade de um baralho de cartas e tem caracteres do dialeto elamita, uma língua extinta falada por talvez uma dúzia de estudiosos no mundo todo.
Stein descreveu as placas como “capazes de fornecer a primeira chance de ouvirmos os persas falando de seu próprio império”. Charles Jones, pesquisador associado e bibliotecário do Instituto Oriental e perito em barras, comparou-as com “recibos de cartão de crédito”. A maioria do conhecimento atual sobre o antigo Império Aquemênida vem de contas de outros, a maioria do famoso contador de histórias grego Herodotus. Stein adiciona que as placas “são valiosas porque são um grupo de barras, milhares delas de um mesmo arquivo. São do mesmo armário de arquivos. Elas são muito, muito valiosas cientificamente”. O Instituto Oriental está retornando-as para o Irã em pequenos pacotes. O Instituto já devolveu diversas centenas de placas e fragmentos ao Irã e estava preparando mais um carregamento quando o tribunal interveio. Uma corte de recurso, depois de um tempo, revogou a ordem judicial.

## Curiosidade
Em 2009, uma múmia de 3.000 anos, que era mantida intacta por mais de 80 anos no museu, foi submetida a uma tomografia computadorizada em 3D.